# 第81回アカデミー賞
第81回アカデミー賞（だい81かいアカデミーしょう）は、2009年2月22日に発表・授賞式が行われた。司会は俳優のヒュー・ジャックマン。

## 概要
対象となるのは2008年中にロサンゼルスで封切られ、1週間以上商業公開が行われた映画。5829人の会員が投票権を持つ。
授賞式の開催場所は8回目となるコダック・シアター、中継は2014年までの契約が完了しているABCで34回目。
今回のノミネートは2009年1月22日午前5時30分(PST)にサミュエル・ゴールドウィン・シアターで発表された。

## 主な日程
以下の時間は全てPST（太平洋標準時）である。
- 2008年
  - 12月26日 - 候補投票の用紙を発送
- 2009年
  - 1月12日 - 候補投票の締め切り （午後5時）
  - 1月22日 - 候補を発表 （午前5時30分）
  - 1月28日 - 最終投票の用紙を発送
  - 2月7日 - 科学技術賞の授賞式を開催
  - 2月17日 - 最終投票の締め切り （午後5時）
  - 2月22日 - 第81回アカデミー賞の授賞式を開催

## 式典
司会はヒュー・ジャックマン。近年は司会はコメディアンが務めるのが慣例であったため、俳優である彼の起用は新鮮であると報じられた。ブロードウェイ俳優としても活躍している彼はオープニングからノミネート作品をミュージカル風に紹介。途中、客席からアン・ハサウェイを舞台に上げてデュエットを披露した。授賞式中盤では、昨年話題を集めたミュージカル映画を称えるパフォーマンスを披露。歌手のビヨンセや映画『マンマ・ミーア』のアマンダ・サイフリッドとドミニク・クーパー、「ハイスクール・ミュージカル」シリーズで人気を集めたザック・エフロンとヴァネッサ・ハジェンズたちとミュージカルナンバーを披露した。なお、今回の授賞式のプロデューサーはビヨンセが出演した映画『ドリームガールズ』の監督・製作者であるローレンス・マークとビル・コンドンが務めている。
主要部門のプレゼンターは例年までは前年の受賞者がプレゼンターを務めていたが、今年はこれまでの主な受賞者が登場。名優たちが候補者1人1人に作品の中で見せた演技に対して賛辞を述べるという特別な演出がほどこされた。
授賞式中継の視聴率は過去最低を記録した昨年より6%上がった。昨年は米脚本家組合（WGA）のストライキの影響やマンネリ化が指摘され低視聴率に終わったためプロデューサー陣を一新し、エンタテインメント性を高める試みを行ったことが大きい。司会をコメディアンではなく俳優にし、ミュージカル要素を取り入れたのもその1つである。

## 出来事
- 授賞式直前の21日、インターネットに受賞作品のリストが流出し、騒ぎとなった[10]。しかしすぐに映画芸術科学アカデミーのスポークスマンによりこのリストは偽であると発表された[11]。
- 『ダークナイト』で助演男優賞を受賞したヒース・レジャーは死後にノミネートしたことが話題を集めた[12]。故人のノミネートは6人目、受賞は1977年に『ネットワーク』で主演男優賞を受賞したピーター・フィンチ以来2人目[13]。

## 候補と受賞の一覧
太字は受賞である。
また、以下での人名表記は
1. 作品の日本語公式情報およびAMPAS公式サイトの日本版とWOWOWによる授賞式放送での表記に準ずる。
2. 見当たらない場合はデータベースサイトなどを参考。
3. それでもない場合は英語表記のままとする。

### 作品賞
- ベンジャミン・バトン 数奇な人生
- フロスト×ニクソン
- ミルク
- 愛を読むひと
- スラムドッグ$ミリオネア

### 監督賞
- ダニー・ボイル（『スラムドッグ$ミリオネア』）
- スティーブン・ダルドリー（『愛を読むひと』）
- デヴィッド・フィンチャー（『ベンジャミン・バトン 数奇な人生』）
- ロン・ハワード（『フロスト×ニクソン』）
- ガス・ヴァン・サント（『ミルク』）

### 主演男優賞
- リチャード・ジェンキンス（『扉をたたく人』）
- フランク・ランジェラ（『フロスト×ニクソン』）
- ショーン・ペン（『ミルク』）
- ブラッド・ピット（『ベンジャミン・バトン 数奇な人生』）
- ミッキー・ローク（『レスラー』）

### 主演女優賞
- アン・ハサウェイ（『レイチェルの結婚』）
- アンジェリーナ・ジョリー（『チェンジリング』）
- メリッサ・レオ（『フローズン・リバー』）
- メリル・ストリープ（『ダウト〜あるカトリック学校で〜』）
- ケイト・ウィンスレット（『愛を読むひと』）

### 助演男優賞
- ジョシュ・ブローリン（『ミルク』）
- ロバート・ダウニー・Jr（『トロピック・サンダー/史上最低の作戦』）
- フィリップ・シーモア・ホフマン（『ダウト〜あるカトリック学校で〜』）
- ヒース・レジャー（『ダークナイト』） ※死後受賞
- マイケル・シャノン（『レボリューショナリー・ロード/燃え尽きるまで』）

### 助演女優賞
- エイミー・アダムス（『ダウト〜あるカトリック学校で〜』）
- ペネロペ・クルス（『それでも恋するバルセロナ』）
- ヴィオラ・デイヴィス（『ダウト〜あるカトリック学校で〜』）
- タラジ・P・ヘンソン（『ベンジャミン・バトン 数奇な人生』）
- マリサ・トメイ（『レスラー』）

### 脚本賞
- 『WALL・E/ウォーリー』（アンドリュー・スタントン、ジム・リアドン、ピート・ドクター）
- 『ハッピー・ゴー・ラッキー』（マイク・リー）
- 『フローズン・リバー』（コートニー・ハント）
- 『ヒットマンズ・レクイエム』（マーティン・マクドナー）
- 『ミルク』（ダスティン・ランス・ブラック）

### 脚色賞
- 『ベンジャミン・バトン 数奇な人生』（エリック・ロス、ロビン・スウィコード）
- 『フロスト×ニクソン』（ピーター・モーガン）
- 『愛を読むひと』（デヴィッド・ヘアー）
- 『スラムドッグ$ミリオネア』（サイモン・ボーファイ）
- 『ダウト〜あるカトリック学校で〜』（ジョン・パトリック・シャンリィ）

### 撮影賞
- 『チェンジリング』（トム・スターン）
- 『ベンジャミン・バトン 数奇な人生』（クラウディオ・ミランダ）
- 『ダークナイト』（ウォーリー・フィスター）
- 『愛を読むひと』（クリス・メンゲス、ロジャー・ディーキンス）
- 『スラムドッグ$ミリオネア』（アンソニー・ドッド・マントル）

### 編集賞
- 『ベンジャミン・バトン 数奇な人生』（カーク・バクスター、アンガス・ウォール）
- 『ダークナイト』（リー・スミス）
- 『フロスト×ニクソン』（マイク・ヒル、ダニエル・P・ハンリー）
- 『ミルク』（エリオット・グレアム）
- 『スラムドッグ$ミリオネア』（クリス・ディケンズ）

### 美術賞
- 『チェンジリング』（James J. Murakami, Gary Fettis）
- 『ベンジャミン・バトン 数奇な人生』（ドナルド・グラハム・バート、ヴィクター・J・ゾルフォ）
- 『ダークナイト』（ネイサン・クロウリー、Peter Lando）
- 『ある公爵夫人の生涯』（Michael Carlin, Rebecca Alleway）
- 『レボリューショナリー・ロード/燃え尽きるまで』（Kristi Zea, Debra Schutt）

### 衣裳デザイン賞
- 『オーストラリア』（キャサリン・マーティン）
- 『ベンジャミン・バトン 数奇な人生』（ジャクリーン・ウェスト）
- 『ある公爵夫人の生涯』（マイケル・オコナー）
- 『ミルク』（ダニー・グリッカー）
- 『レボリューショナリー・ロード/燃え尽きるまで』（アルバート・ウォルスキー）

### メイクアップ賞
- 『ベンジャミン・バトン 数奇な人生』（グレッグ・キャノン）
- 『ダークナイト』（John Caglione, Jr., Conor O’Sullivan）
- 『ヘルボーイ/ゴールデン・アーミー』（Mike Elizalde, Thom Floutz）

### 作曲賞
- 『ベンジャミン・バトン 数奇な人生』（アレクサンドル・デスプラ）
- 『ディファイアンス』（ジェームズ・ニュートン・ハワード）
- 『ミルク』（ダニー・エルフマン）
- 『スラムドッグ$ミリオネア』（A・R・ラフマーン）
- 『WALL・E/ウォーリー』（トーマス・ニューマン）

### 歌曲賞
- 「ダウン・トゥ・アース」 – ピーター・ガブリエル、トーマス・ニューマン (作曲)、ピーター・ガブリエル (作詞) - 『WALL・E/ウォーリー』
- "Jai Ho" – A.R.ラフマーン (作曲)、 グルザール (作詞) - 『スラムドッグ$ミリオネア』
- "O Saya" – A.R.ラフマーン、マヤ・アルプラガサム - 『スラムドッグ$ミリオネア』

### 録音賞
- 『スラムドッグ$ミリオネア』 - イアン・タップ（英語版）、リチャード・プライク（英語版）、レスル・プークティ（英語版）
  - 『ベンジャミン・バトン 数奇な人生』 - デヴィッド・パーカー、マイケル・セマニック、レン・クライス、マーク・ウェインガーテン
  - 『ダークナイト』 - ローラ・ハーシュバーグ（英語版）、ゲイリー・リッツオ、エド・ノヴィック
  - 『ウォーリー』 - トム・マイヤーズ（英語版）、マイケル・セマニック、ベン・バート
  - 『ウォンテッド』 - クリス・ジェンキンス、フランク・A・モンタノ（英語版）、ペトル・フォレット（英語版）

### 音響編集賞
- 『ダークナイト』(リチャード・キング)
- 『アイアンマン』(フランク・ユルナー/クリストファー・ボイズ)
- 『スラムドッグ$ミリオネア』(Tom Sayers)
- 『WALL・E/ウォーリー』(ベン・バート/マシュー・ウッド)
- 『ウォンテッド』(ワイリー・ステイトマン)

### 視覚効果賞
- 『ベンジャミン・バトン 数奇な人生』 - エリック・バーバ、スティーヴ・プレッグ（英語版）、バート・ダルトン、クレイグ・バロン（英語版）
  - 『ダークナイト』 - ニック・デイヴィス、クリス・コーボールド、ティモシー・ウェバー（英語版）、ポール・フランクリン
  - 『アイアンマン』 - ジョン・ネルソン、ベン・スノウ、ダン・サディック、シェイン・マハン

### 外国語映画賞
- 『Revanche』（Götz Spielmann） オーストリア
- 『パリ20区、僕たちのクラス』（ローラン・カンテ） フランス
- 『バーダー・マインホフ 理想の果てに』（ウーリ・エーデル） ドイツ
- 『おくりびと』（滝田洋二郎） 日本
- 『戦場でワルツを』（アリ・フォルマン） イスラエル

### 長編アニメ映画賞
- 『ボルト』
- 『カンフー・パンダ』
- 『WALL・E/ウォーリー』

### 長編ドキュメンタリー映画賞
- 『Nerakhoon (The Betrayal)』（	Ellen Kuras、Thavisouk Phrasavath）
- 『Encounters at the End of the World』（ヴェルナー・ヘルツォーク）
- 『The Garden』
- 『マン・オン・ワイヤー』（ジェームズ・マーシュ）
- 『Trouble the Water』（Tia Lessin、Carl Deal）

### 短編ドキュメンタリー映画賞
- 『The Conscience of Nhem En』
- 『The Final Inch』
- 『Smile Pinki』
- 『The Witness - From the Balcony of Room 306』

### 短編アニメ映画賞
- 『つみきのいえ』（加藤久仁生）
- 『Lavatory - Lovestory』（コンスタンティン・ブロンジェット）
- 『Oktapodi』（Emud Mokhberi、Thierry Marchand）
- 『Presto』（ダグ・スウィートランド）
- 『This Way Up』（Alan Smith、Adam Foulkes）

### 短編実写映画賞
- 『On the Line (Auf der Strecke)』
- 『Manon On the Asphalt』
- 『New Boy』
- 『The Pig (Grisen)』
- 『Toyland (Spielzeugland)』